# نخل طلای فیلم کوتاه
نخل طلای فیلم کوتاه (فرانسوی: Palme d'Or du court métrage‎) بالاترین جایزهٔ مخصوص به فیلم کوتاه در جشنواره کن است هیئت داوری آن همان هیئت داوری سینه فونداسیون است. همچنین گاهی نیز به عنوان تشویق یک فیلم کوتاه دیگر هم توسط هیئت داوری انتخاب می‌شود.

## فهرست برندگان

### ۲۰۱۰ به بعد
| سال  | فیلم                           | جایزه      | کارگردان          | کشور             | منبع  |
| ---- | ------------------------------ | ---------- | ----------------- | ---------------- | ----- |
| ۲۰۲۲ | زمزمه‌های آب                    | نخل طلایی  | Jianying Chen     | چین              |       |
| ۲۰۲۱ | همه‌ی کلاغ‌های دنیا              | نخل طلایی  | Tang Yi           | هنگ کنگ          |       |
| ۲۰۲۰ | از فراموش کردن چهره‌ی تو میترسم | نخل طلایی  | سامح علاء         | مصر              |       |
| ۲۰۱۹ | فاصله میان ما و آسمان          | نخل طلایی  | واسیلیس ککاتوس    | یونان · فرانسه   | [ ۳ ] |
| ۲۰۱۸ | همه این موجودات                | نخل طلایی  | چارلز ویلیامز     | استرالیا         | [ ۴ ] |
| ۲۰۱۷ | یک شب آرام                     | نخل طلایی  | کیو یانگ          | چین              | [ ۵ ] |
| ۲۰۱۶ | تایم کد                        | نخل طلایی  | خوانخو گیمنز      | اسپانیا          | [ ۶ ] |
| ۲۰۱۵ | موج ۹۸                         | نخل طلایی  | الی داغر          | لبنان · قطر      | [ ۷ ] |
| ۲۰۱۴ | لیدی                           | نخل طلایی  | سیمون مسا سوتو    | کلمبیا           | [ ۸ ] |
| ۲۰۱۳ | امن                            | نخل طلایی  | Moon Byoung-gon   | کره جنوبی        |       |
| ۲۰۱۲ | ساکت                           | نخل طلایی  | L. Rezan Yesilbas | ترکیه            |       |
| ۲۰۱۱ | صلیب                           | نخل طلایی  | Maryna Vroda      | فرانسه · اوکراین |       |
| ۲۰۱۱ | Badpakje 46                    | هیئت داوری | Wannes Destoop    | بلژیک            |       |
| ۲۰۱۰ | Chienne d'Histoire             | نخل طلایی  | سرژ آویدیکیان     | فرانسه           |       |
| ۲۰۱۰ | Micky Bader                    | هیئت داوری | Frida Kempff      | سوئد             |       |